# Tomáš Kostka
Tomáš Kostka (* 27. August 1984 in Gottwaldov, Tschechoslowakei) ist ein tschechischer Automobilrennfahrer.

## Karriere
2001 begann Kostkas Motorsportkarriere in der tschechischen Formel Ford sowie im tschechischen Ford Puma Cup. 2002 wechselte er zum Team ISR in die deutsche Formel BMW, in der er ohne Punkte blieb. Außerdem startete er bei zwei Rennen der österreichischen Formel 3. 2003 wechselte er in den deutschen Formel-3-Cup und wurde mit einem dritten Platz Achter der Meisterschaftswertung.
2004 trat Kostkas zunächst beim Saisonauftakt der Euro Formel 3000 an. Er wurde allerdings bereits nach einem Rennen ersetzt. Anschließend nahm er für RC Motorsport an fünf Rennwochenenden der World Series by Nissan teil. Er beendete die Saison auf dem 23. Gesamtrang. Außerdem kehrte er für zwei Rennen in den deutschen Formel-3-Cup zurück und beendete beide auf dem Podium, womit er in der Gesamtwertung Zwölfter wurde. 2005 wechselte er zu Victory Engineering und bestritt seine zweite Saison in der inzwischen in World Series by Renault umbenannten Meisterschaft. Nach sieben Rennwochenenden verließ er sein Team und belegte am Ende der Saison erneut den 23. Gesamtrang. 2006 wechselte er zu Draco Racing und wurde Teamkollege von Pastor Maldonado. Während sein Teamkollege um die Meisterschaft fuhr, gelangen Kostka nur einzelne Punkteplatzierungen. Er wurde nach sechs Rennwochenenden durch Miloš Pavlović ersetzt. In der Gesamtwertung wurde er 30. Anschließend trat er für Charouz Racing System zu einem Rennwochenende der F3000 International Master teil. Kostka gewann sein erstes Rennen und wurde 16. in der Fahrerwertung. Anschließend nahm er für das tschechische Team am ersten Rennwochenende er A1GP-Saison 2006/2007 teil.
2007 wurde er Testfahrer in der DTM beim Futurecom-Team von Colin Kolles. Er startete in diesem Jahr nur bei einem Rennen, dem 24-Stunden-Rennen von Le Mans. 2008 fuhr er parallel zu seinem Testfahrer-Engagement in der tschechischen internationalen Meisterschaft und wurde Vizemeister in der Division 4. 2009 erhielt er ein Stammcockpit in der DTM bei Kolles Futurecom und startete in einem zwei Jahre alten Audi A4 DTM. Mit zwei elften Plätzen als beste Resultate blieb er die gesamte Saison ohne Punkte. Er war allerdings der bestplatzierte Pilot mit einem 2007er DTM-Fahrzeug.
2010 nahm Kostka für Charouz-Gravity Racing am ersten Rennwochenende der Auto GP, einer Nachfolgeserie der Euro Formel 3000, teil. Er konnte bei beiden Rennen nicht starten. 2011 tritt Kostka für Gravity Charouz Racing in der FIA-GT3-Europameisterschaft an.

## Persönliches
Kostka wohnt in Beausoleil, Monaco

## Statistik

### Karrierestationen
| - 2001: Tschechische Formel Ford - 2001: Tschechischer Ford Puma Cup - 2002: Deutsche Formel BMW - 2003: Deutsche Formel 3 (Platz 8) - 2004: World Series by Nissan (Platz 23) - 2004: Deutsche Formel 3 (Platz 12) | - 2004: Euro Formel 3000 (Platz 21) - 2005: World Series by Renault (Platz 23) - 2006: World Series by Renault (Platz 30) - 2006: F3000 International Master (Platz 16) - 2007: A1 Grand Prix - 2007 DTM (Testfahrer) | - 2008: DTM (Testfahrer) - 2008: Tschechische internationale Meisterschaft, Division 4 (Platz 2) - 2009: DTM - 2010: Auto GP - 2011: FIA-GT3-Europameisterschaft |

### Le-Mans-Ergebnisse
| Jahr | Team                | Fahrzeug                  | Teamkollege     | Teamkollege  | Platzierung | Ausfallgrund |
| ---- | ------------------- | ------------------------- | --------------- | ------------ | ----------- | ------------ |
| 2007 | Convers MenX Racing | Ferrari 550 GTS Maranello | Alexey Vasilyev | Robert Pergl | Rang 14     |              |

### Einzelergebnisse in der DTM
| Saison | Team          | Hersteller | 1   | 2   | 3   | 4   | 5   | 6   | 7   | 8   | 9   | 10  | Punkte | Rang |
| ------ | ------------- | ---------- | --- | --- | --- | --- | --- | --- | --- | --- | --- | --- | ------ | ---- |
| 2009   | Futurecom BRT | Audi       | HO1 | LAU | NOR | ZAN | OSC | NÜR | BRH | BAR | DIJ | HO2 | –      | —    |
| 2009   | Futurecom BRT | Audi       | 11  | 13  | DNF | DNF | 14  | 15  | 14  | 16  | 17  | 11  | –      | —    |

| Legende  | Legende            | Legende                                                          |
| Farbe    | Abkürzung          | Bedeutung                                                        |
| -------- | ------------------ | ---------------------------------------------------------------- |
| Gold     | –                  | Sieg                                                             |
| Silber   | –                  | 2. Platz                                                         |
| Bronze   | –                  | 3. Platz                                                         |
| Grün     | –                  | Platzierung in den Punkten                                       |
| Blau     | –                  | Klassifiziert außerhalb der Punkteränge                          |
| Violett  | DNF                | Rennen nicht beendet (did not finish)                            |
| Violett  | NC                 | nicht klassifiziert (not classified)                             |
| Rot      | DNQ                | nicht qualifiziert (did not qualify)                             |
| Rot      | DNPQ               | in Vorqualifikation gescheitert (did not pre-qualify)            |
| Schwarz  | DSQ                | disqualifiziert (disqualified)                                   |
| Weiß     | DNS                | nicht am Start (did not start)                                   |
| Weiß     | WD                 | zurückgezogen (withdrawn)                                        |
| Hellblau | PO                 | nur am Training teilgenommen (practiced only)                    |
| Hellblau | TD                 | Freitags-Testfahrer (test driver)                                |
| ohne     | DNP                | nicht am Training teilgenommen (did not practice)                |
| ohne     | INJ                | verletzt oder krank (injured)                                    |
| ohne     | EX                 | ausgeschlossen (excluded)                                        |
| ohne     | DNA                | nicht erschienen (did not arrive)                                |
| ohne     | C                  | Rennen abgesagt (cancelled)                                      |
| ohne     | keine WM-Teilnahme |                                                                  |
| sonstige | P/fett             | Pole-Position                                                    |
| sonstige | 1/2/3/4/5/6/7/8    | Punktplatzierung im Sprint-/Qualifikationsrennen                 |
| sonstige | SR/kursiv          | Schnellste Rennrunde                                             |
| sonstige | *                  | nicht im Ziel, aufgrund der zurückgelegten Distanz aber gewertet |
| sonstige | ()                 | Streichresultate                                                 |
| sonstige | unterstrichen      | Führender in der Gesamtwertung                                   |